# Egon Friedell
Egon Friedell född 21 januari 1878 i Wien, död 16 mars 1938 i Wien var en ofta citerad österrikisk historiker, skådespelare och kulturskribent, mest känd för sina verk om kulturhistoria. 